# Paco Osuna
Paco Osuna Pérez (Barcelona 1974) és un discjòquei i productor català.
Després d'haver punxat en discoteques valencianes com Puzzle, Heaven o ACTV, el 1999 va esdevenir DJ resident de la discoteca eivissenca Amnesia Ibiza contractat per l'agència de Sven Väth, Cocoon. Una de les seves habilitats més destacades és la capacitat de punxar simultàniament en tres plats diferents. Les seves primeres produccions van aparèixer a Lucas Records: Smoke paper, Devil's Club Pt.1 i Devil's Club Pt.2. Més tard, va compondre produccions més famoses en segells com Marco Carola etiqueta Zenit, Plus 8, Serial Killers i M_nus. Va produir la primera part de la techno-mix-serie Amnesia: Ibiza Underground. Aquesta s'ha reproduït en diversos clubs d'Alemanya; en són un exemple el Tresor (Berlín) o U60311 (Frankfurt).

## Discografia (selecció)[4]
LP
- 2014 - Long Play (M_nus)

EP
- 2007 - Crazy (Plus 8 Records)
- 2012 - Amigos Pt 2 (Plus 8 Records)

Remixes
- Adam Beyer - Swedish silver.

Recopilacions Mix
- Amnesia Ibiza Underground 2001 - Sessions Vol One
- Amnesia Ibiza Underground # 3 - Sessions Vol Six